# Fox McCloud
Fox McCloud (フォックス・マクラウド?, Fokkusu Makuraudo) è un personaggio immaginario della serie di videogiochi Star Fox. Creata nel 1993 da Shigeru Miyamoto e disegnato da Takaya Imamura, la volpe antropomorfa è protagonista di cinque titoli pubblicati dalla Nintendo per altrettante console.

## Nome

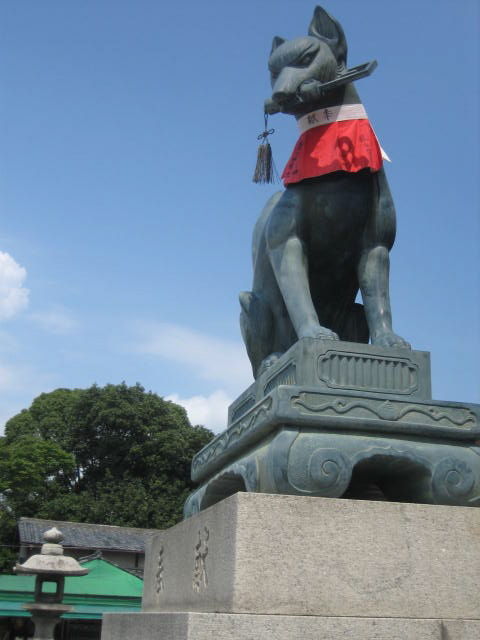
Statua di kitsune del santuario di Fushimi Inari-taisha

Il nome Fox fu suggerito da Dylan Cuthbert della Argonaut Games. Originalmente il videogioco Star Fox doveva intitolarsi SnesGlider. Miyamoto era indeciso sul personaggio principale e aveva messo proposto varie alternative, tra cui Star Wolf, Star Wing, Star Gunner, Star Sheep, Star Sparrow, Star Hawk e Star Fox. Alla fine Miyamoto optò per una volpe dopo aver visitato a Kyoto il santuario dedicato al kami Inari.

## Vita
Fox è il figlio di James McCloud, fondatore della squadra Star Fox, mentre della madre non si fa menzione nei vari episodi della serie ma la rivista Nintendo Power riferisce che sia stata uccisa da Andross. Fu proprio Andross ad uccidere (apparentemente) suo padre, mentre indagava su strane attività sul pianeta Venom e dopo essere stato tradito dal suo compagno Pigma Dengar, ricevendo la cattiva notizia da Peppy Hare, un vecchio amico di suo padre che diventò poi il suo mentore. 

### Lylat Wars
Tra gli eventi della scomparsa del padre di Fox e le guerre di Lylat passarono due anni. Dopo aver perso il padre, Fox lasciò l'Accademia di Volo di Corneria. In seguito, diventò il leader della squadra Star Fox all'età di diciotto anni per cercare di fermare i malvagi piani di Andross e vendicare la morte di suo padre. Il Generale Pepper incaricò il Team Star Fox di aiutare l'esercito di Corneria a sconfiggere lo scienziato malvagio Andross. Fox, con l'aiuto di Peppy e dei suoi amici Slippy e Falco, raggiunse il pianeta Venom, base di Andross, venendo ostacolato più volte dalla Star Wolf, guidata dal suo rivale, Wolf O'Donnell. Fox affrontò lo scienziato, ridotto ormai dopo anni di esperimenti biologici su sé stesso a una testa fluttuante con due mani. Andross venne facilmente sconfitto da Fox, ma prima di morire innescò una bomba cercando di ucciderlo e impedirgli di scappare. Fox, fuggendo dalla base in via di autodistruzione, incontrò suo padre, dato per morto, il quale lo aiutò a fuggire. Dopodiché, James scomparve.

### Dinosaur Planet
Fox, 8 anni dopo le guerre di Lylat, riceve un messaggio importante dal Generale Pepper, che gli affida una nuova missione: andare sul Dinosaur Planet che è stato frammentato in diversi piccoli pianetucoli dal crudele Generale Scales. Il protagonista, questa volta da solo, affronta la missione a piedi usando l'Arwing solo per brevi spostamenti tra il pianeta e i suoi frammenti. Arrivato a confrontarsi con Scales, egli scopre che dietro le sue malefatte vi è Andross, il suo vecchio nemico, resuscitato dal potere degli Spiriti Krazoa. Fox, con l'aiuto del suo caro amico Falco, il quale si era separato dalla Star Fox qualche anno prima, distrugge Andross per sempre. Dopo essere riusciti a riportare la pace su Dinosaur Planet, il team ora può contare sul ritorno di Falco e sul nuovo acquisto di Krystal, la volpe blu imprigionata da Andross per canalizzare il potere dei sei Krazoa.

### L'invasione degli Aparoidi
Un anno dopo le vicende di Dinosaur Planet, sul Sistema Lylat incombe una nuova minaccia: una razza aliena parassita chiamata Aparoidi. Mentre la squadra Star Fox mette fine all'assedio dell'armata di uno dei nipoti di Andross sul pianeta Fortuna, il Generale Pepper affida loro il compito di fronteggiare i nuovi invasori. Il gruppo è rinnovato in quanto Peppy si è ritirato in pensione come stratega a bordo della Great Fox e la perdita è comunque compensata da Krystal, la nuova pilota. La Star Fox mette da parte le divergenze e collabora con i fuorilegge Star Wolf con cui raggiungono il pianeta madre del Sistema Aparoide per affrontare la Regina Aparoide. Eliminata la fonte vitale dei nemici, Fox e gli altri sfuggono all'esplosione del pianeta e fanno ritorno al Sistema Lylat dove li attendono gloria e fama.

### Gli Anglar
Dopo l'invasione degli Aparoidi, la squadra Star Fox si è sciolta, infatti ogni membro ha scelto di continuare per la propria via. Preoccupato per la sicurezza di Krystal, Fox l'ha licenziata e lei ha cambiato gruppo per unirsi alla Star Wolf, mentre Falco ha deciso di andare a lavorare in solitaria e Slippy ha lasciato il team per passare più tempo con la sua ragazza, Amanda. Lylat viene minacciata da una razza marina nativa di Venom: gli Anglar. Il nuovo generale dell'esercito Corneriano è Peppy Hare, il quale manda a Fox una richiesta di aiuto. Quest'ultimo, gradualmente, riesce a riunire sia i vecchi membri della Star Fox, sia quelli della Wolf, sia di nuovi come Dash Bowman, per arrivare su Venom e sconfiggere l'imperatore Anglar, un gigantesco pesce simile a una rana pescatrice. Dopo la sconfitta del nemico non è chiaro cosa sia accaduto a Fox e agli altri personaggi, in quanto Star Fox Command presenta finali alternativi.

## Aspetto
Fox è una volpe dall'aspetto antropomorfo. Il suo aspetto è basato sulle volpi kitsune, che fanno parte del tradizionale immaginario religioso giapponese. La sua pelliccia è color marrone chiaro mentre il muso, l'interno delle orecchie, la punta della coda e il ciuffo sono bianchi. I suoi occhi sono di un verde smeraldino. Il suo aspetto sebbene non subisca variazioni radicali tra un'apparizione e un'altra presenta lievi variazioni a livello dell'abbigliamento. Nei primi giochi, Fox indossa una specie di casco con un microfono incorporato che smetterà di indossare a partire da Star Fox Adventures, una giacca color panna, un foulard rosso intorno al collo e dei pantaloni verde marcio. In Assault, la giacca color panna viene sostituita da un gilet bianco antiproiettile e il foulard viene rimosso, mentre i pantaloni diventano di colore verde scuro. In Command viene adottato uno stile particolare per il design del personaggio, chiamato super deformed. In Super Smash Bros. Brawl, l'abbigliamento di Fox ricorda quello classico dei primi giochi ma è leggermente modificato, in quanto ritorna il classico elmetto ma con l'aggiunta di un visore verde sul lato sinistro e gli stivali, così come i guanti, sono di colore rosso anziché bianco. In questo gioco inoltre il suo aspetto ricorda quello di Command.

## Videogiochi
Fox oltre ad essere il protagonista degli episodi della serie Star Fox ha fatto la sua comparsa in altri giochi non strettamente legati alla serie.

### SerieStar Fox
- Starwing – Super Nintendo Entertainment System, 1993
- Star Fox 2 – Super Nintendo Entertainment System, cancellato e reso disponibile per Nintendo Classic Mini: Super Nintendo Entertainment System
- Lylat Wars – Nintendo 64, 1997
- Star Fox Adventures – Nintendo GameCube, 2002
- Star Fox: Assault – Nintendo GameCube, 2005
- Star Fox Command – Nintendo DS, 2006
- Star Fox 64 3D – Nintendo 3DS, 2011 (remake di Lylat Wars)
- Star Fox Zero – Wii U, 2016
- Star Fox Guard – Wii U, 2016 (spin-off di genere tower defense)

### Altri titoli
- Super Smash Bros. - Nintendo 64, 1999
- Super Smash Bros. Melee – Nintendo GameCube, 2001
- Super Smash Bros. Brawl – Wii, 2008
- Super Smash Bros. per Nintendo 3DS e Wii U – Nintendo 3DS e Wii U, 2014
- Super Smash Bros. Ultimate - Nintendo Switch, 2018
- Starlink: Battle for Atlas - Nintendo Switch, 2018